# Municipio de Nejapa de Madero
El municipio de Nejapa de Madero (del Nahuatl: nextli, atl ‘ceniza, agua’‘Agua de ceniza’) es uno de los 570 municipios que conforman al estado mexicano de Oaxaca. Pertenece al distrito de Yautepec, dentro de la región sierra sur. Su cabecera es la localidad de Nejapa de Madero. El municipio fue nombrado en honor de Francisco I. Madero, político de la revolución mexicana.

## Geografía
El municipio abarca 556.98 km² y se encuentra a una altitud promedio de 660 m s. n. m., oscilando entre los 200 y los 2900 m s. n. m.
Nejapa de Madero se encuentra dividido en dos territorios, separados por el municipio de Santa Ana Tavela. La región occidental colinda al norte con San Pedro Quiatoni y Santa Ana Tavela; al este con Santa Ana Tavela, San Carlos Yautepec y San Juan Lajarcia; al sur con San Juan Lajarcia y San Carlos Yautepec; al oeste con los municipios de San Carlos Yautepec y San Pedro Quiatoni. La sección oriental colinda al norte con los municipios de San Carlos Yautepec, Santiago Ixcuintepec y Santiago Lachiguiri; al este con Santiago Lachiguiri; al sur con Santa María Totolapilla, Magdalena Tequisistlán y San Carlos Yautepec; al oeste con San Carlos Yautepec.

## Demografía
De acuerdo al último censo, realizado por el INEGI en 2010, en el municipio habitan 7390 personas. La densidad de población es de 13 individuos por kilómetro cuadrado.